# Luddveronika
Luddveronika (Veronica opaca) är en grobladsväxtart som beskrevs av Fries. Arten ingår i släktet veronikor och familjen grobladsväxter. Den är reproducerande i Sverige. Inga underarter finns listade i Catalogue of Life.

## Bildgalleri

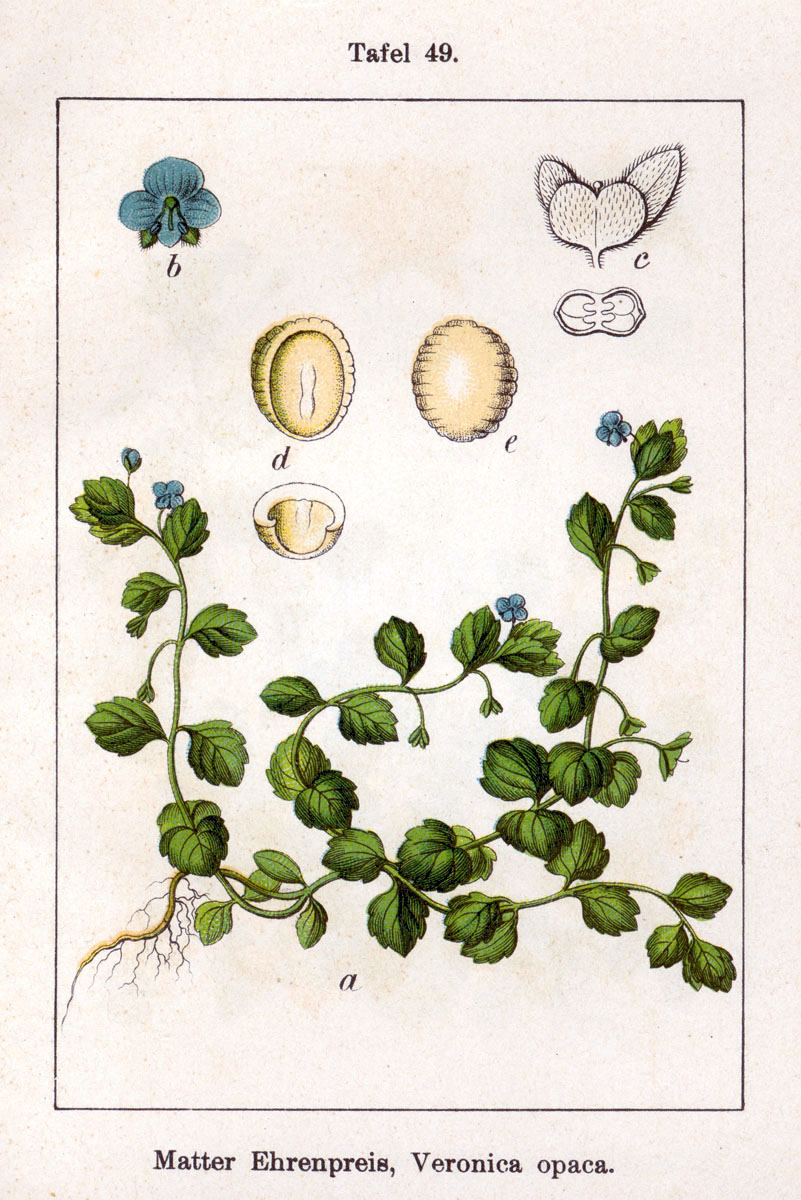
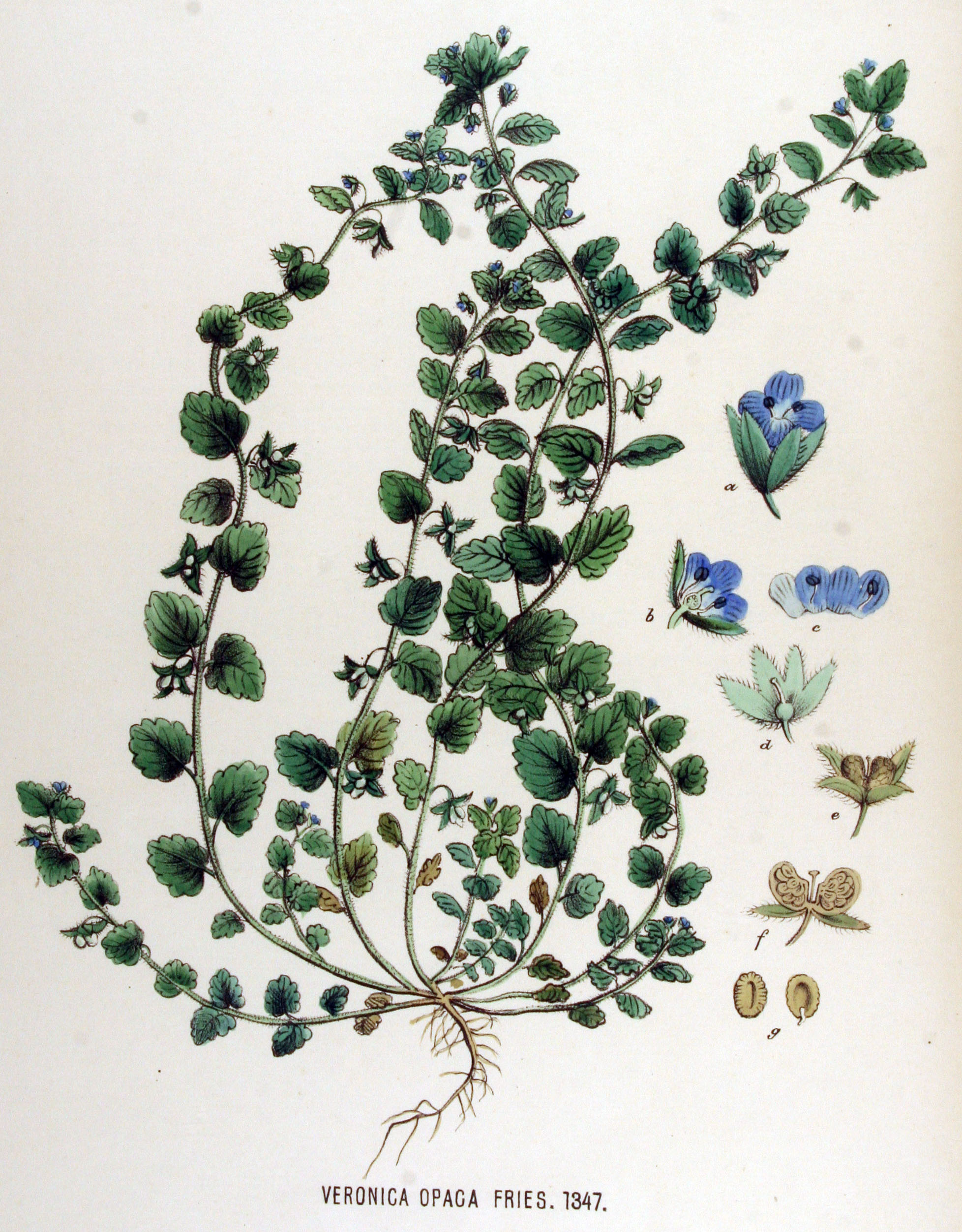